# Vasaloppet 1935
Vasaloppet 1935 hölls söndagen den 3 mars 1935 som det 12:e loppet i ordningen. Arthur Häggblad dömdes till segrare efter 6:08:55.

## Bakgrund
Vasaloppet 1934 fick liksom 1932 ställas in officiellt för snöbrist, men sanningen 1934 var närmast bristande deltagarintresse. Bara 17 löpare hade anmält sig när tävlingen ställdes in. Tävlingen krockade 1934 även med FIS-mästerskapen i Sollefteå (motsvarande dagens VM).

## Loppet
Bara 42 man till start, det lägsta någonsin, och 30 minusgrader i starten, det lägsta någonsin. Arthur Häggblad och Hjalmar Blomstedt försökte dela segern. Måldomaren dömde oavgjort, men enligt Skidförbundet regler skulle då lottning utse segraren. Häggblad är därför den ende Vasaloppssegraren som vunnit genom lottning.
41 löpare tog sig i mål och kranskullan hette Marianne Edling.

## Resultat
| Plac | Namn              | Klubb           | Tid     |
| ---- | ----------------- | --------------- | ------- |
| 1    | Arthur Häggblad   | Ifk Umeå        | 6:08:55 |
| 2    | Hjalmar Blomstedt | Vindelns If     | 6:08:55 |
| 3    | Hilding Olsson    | Malungs If      | 6:09:35 |
| 4    | John Wikström     | Luleå Sk        | 6:13:18 |
| 5    | Herbert Södergren | Söderhamns If   | 6:14:22 |
| 6    | Otto Rehnman      | Vindelns If     | 6:19:48 |
| 7    | Volger Andersson  | Njurunda Ik     | 6:19:50 |
| 8    | Helge Persson     | Långhyttans Aik | 6:20:50 |
| 9    | Sven Hansson      | Lima If         | 6:22:17 |
| 10   | Edvin Jansson     | Sälens If       | 6:24:28 |